# Cylindromyia nigrita
Cylindromyia nigrita är en tvåvingeart som först beskrevs av Robineau-desvoidy 1863.  Cylindromyia nigrita ingår i släktet Cylindromyia och familjen parasitflugor.
Artens utbredningsområde är Frankrike. Inga underarter finns listade i Catalogue of Life.